# 7 cadaveri per Scotland Yard
7 cadaveri per Scotland Yard è un film del 1972 diretto da José Luis Madrid.

## Trama
A Londra il commissario Henry Campbell indaga sulla morte di cinque giovani donne; crede di aver trovato il colpevole in Peter, un ex trapezista che invece è innocente e, per evitare l'arresto, si rifugia a casa di un'amica, Katie, la quale è però convinta della sua colpevolezza e cerca di consegnarlo alla polizia. Nel frattempo altre due donne vengono assassinate.